# 木瓜壩
木瓜壩，是臺灣的一座水壩，位於花蓮縣秀林鄉銅門村，花蓮溪主要支流木瓜溪中游，由台灣電力公司東部發電廠負責操作維護管理，主要功能是蓄水調節提供水簾發電廠水力發電之用，距離下游的水簾電廠約2公里，於1983年11月動工，1985年8月完工。

## 簡介
木瓜壩大壩為混凝土重力壩，設有溢流道及排砂道與洩水道，長40公尺，壩高24.76公尺。溢洪道位於大壩右側，為一道自由溢流堰，堰頂標高383.76公尺，長21公尺，最大排洪量為每秒1,936立方公尺。此外，並設有排砂道與發電進水口。
| 設施名稱             | 簡介                         |
| -------------------- | ---------------------------- |
| 廠房                 | 地下式                       |
| 設計發電水頭（公尺） | 69.6                         |
| 用水量（CMS）        | 16.68                        |
| 裝置容量（MW）       | 9.5                          |
| 發電機組             | 豎軸法蘭西斯式水輪發電機一部 |
| 年發電量（kWh）      | 0.69億                       |